# バグラト1世 (ムフラニ公)
ムフラニ公バグラト1世（グルジア語: ბაგრატ I მუხრანბატონი、グルジア語ラテン翻字: Bagrat I Mukhranbatoni、1487年頃 – 1540年頃）は、カルトリ王コンスタンティネ2世の第三王子。バグラティオニ王家の分家ムフラニ家の創始者。

## 生涯

### 生い立ち
バグラトの父親は統一ジョージア王国の最後の王で、王国の崩壊によりカルトリ王となったコンスタンティネ2世であった。バグラトはコンスタンティネ2世の第三王子として誕生。コンスタンティネ2世は息子全員を副王とし、その中にバグラトも含まれていた（1488年）。これは、王室令でバグラトの名前による王室の流儀が定められていたことからも読み取ることができる。しかしながら兄のダヴィト10世およびギオルギ9世とは異なり、バグラトがカルトリの王位に就くことはなかった。1490年の国家評議会（ダルバジ）でジョージア王国の分割が正式に決まったとき、バグラトはまだ幼い年齢であった。
バグラトの父コンスタンティネ2世が1505年に崩御すると、カルトリの王位は第一王子ダヴィト10世が継承。この頃までジョージア中東部にあるカルトリ王国とジョージア東部にあるカヘティ王国は、ともに比較的平和な状態であった。

### カヘティ王国との戦い

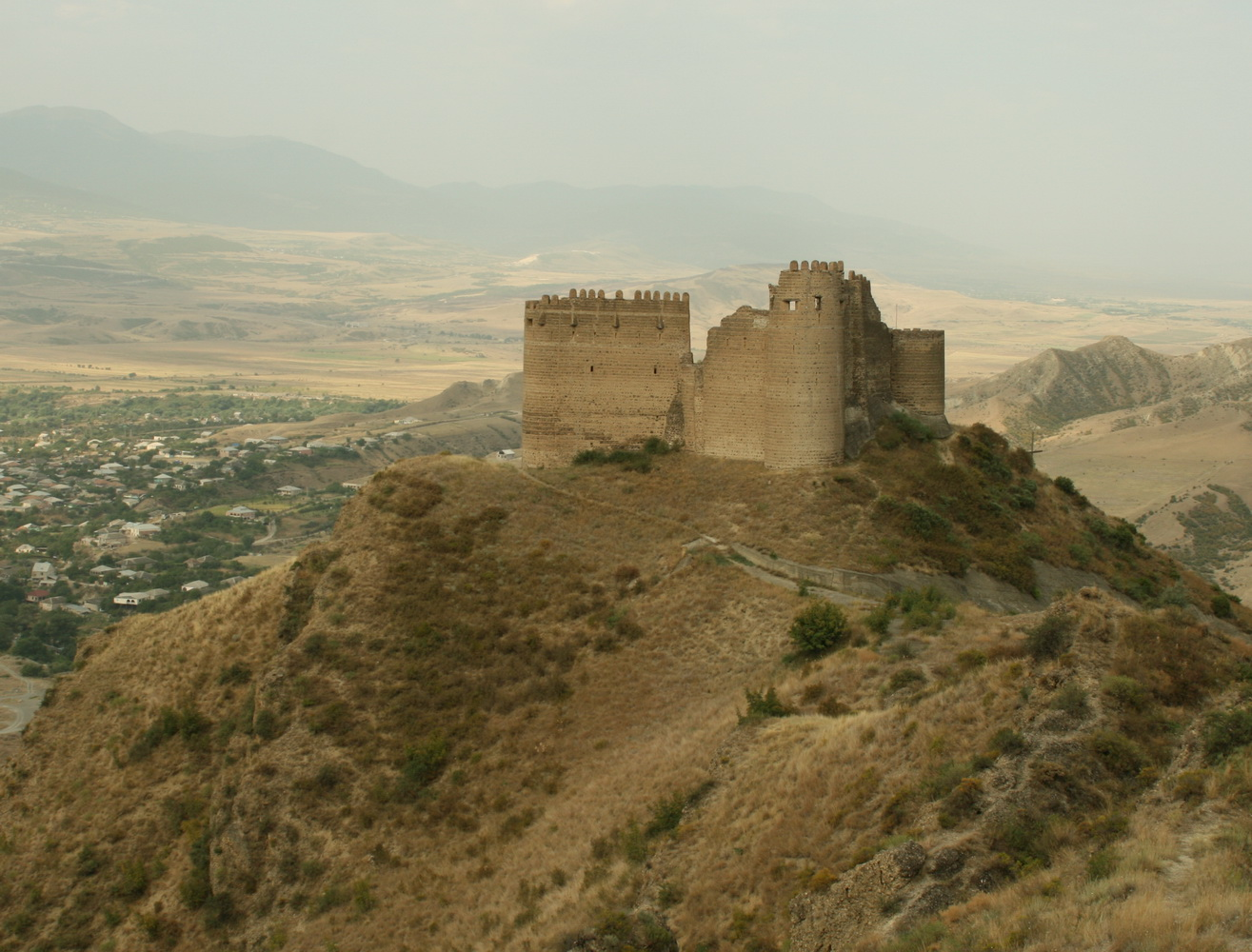
バグラトが1513年に築いたクサニ要塞。

1511年、カヘティ王国でギオルギ2世が王位を簒奪して国王に即位。間もなくギオルギはカルトリのダヴィト10世に退位を迫り、遠征軍を組織した。ギオルギ2世はカルトリ王国の北部に侵攻したが、ムフラニで抵抗を受けた。バグラトはクサニ要塞を築き、ダヴィト10世と協力してカルトリ王国の防衛を成功させた。ダヴィト10世はバグラトに褒賞としてムフラニ城と「上カルトリの大司馬」に任命した。
ダヴィト10世は統一ジョージアの復活が必要であると考え、この目標のための準備を開始した。貴族の支援が必要であるとの認識を持っていたダヴィト10世は、カルトリ王国の北部、カヘティ王国との国境にあるムフラニを拠点とする従属公国を設置することを決定した。ダヴィト10世は1512年にバグラトをムフラニのタヴァディ（領主）とし、ムフラニのバトニ（公）の称号を与えた。
バグラトはダヴィト10世とともに連合軍を配備してギオルギ2世のカヘティ軍を迎え撃った、ギオルギ2世はクサニ川の要塞まで侵入し戦闘となったが、戦況はカルトリ有利の展開となり、ギオルギ2世は撤退に追い込まれた。1513年、待ち伏せをしていたバグラトの配下がカヘティに帰還途中のギオルギ2世を捕縛した。バグラトはギオルギ2世をクサニ要塞に幽閉し、その年の暮れにギオルギ2世を殺害した。その後、バグラトは数箇月間にわたってカヘティ王国を制圧するために繰り返し攻撃を行った。その結果、カルトリとカヘティの2王国は再び統一された。

### 晩年
バグラト1世の晩年についてはほとんど知られていない。1539年にムフラニ公の位を長男ヴァフタング1世に譲った後、敬虔な正教徒であったバグラトは「バルナベ」(ბარნაბე) の名で聖職者となった。

## 著作物
バグラト1世はイスラム教徒に対しての論争の書物となる反イスラム作品『異教徒イスマイルの宗教について』(მოთხრობაჲ სჯულთა უღმერთოთა ისმაილიტთაჲ) を著したことでも知られている。この作品でバグラトはイスラム教の信仰の歴史を論じ、キリスト教徒の立場からイスラム教を分析している。この作品には古ジョージア語の翻訳に関する簡単な情報も含まれている。中世ジョージアの世俗文学作品『アミランダレジャニアニ』の記述が初めて登場する史料でもある。

## 家族
歴史学者キリル・トゥマノフによると、バグラト1世にはエレネという名前の妻がおり、二人の間には次の7男2女が生まれたとしている。
- ヴァフタング1世 - ムフラニ公
- アルチル（英語版）
- アショタン1世
- イラクリ
- イオアナタン
- イオタム
- アレクサンドレ
- テオドラ
- グルダパル

また16世紀のメスヘティ詩篇年代記にある記録や18世紀の歴史家ヴァフシティ・バグラティオニの研究では、デディシメディという娘もおり、サムツヘ公カイホスロ2世に嫁いだとされる。